# 川野芳満
川野 芳満（かわの よしみつ/ほうまん、1898年（明治31年）9月22日 - 1979年（昭和54年）7月2日）は、日本の政治家、衆議院議員（9期）。藍綬褒章受章、衆議院功労議員表彰。

## 経歴
現在の宮崎県宮崎市で生まれた。1919年（大正8年）慶應義塾大学専修科卒。
宮崎市議会議員、宮崎県通貨安全委員会会長を経て、1946年（昭和21年）の第22回衆議院議員総選挙に日向民主党から初当選、その後日本自由党から自由党・自由民主党へと所属政党を替えながら当選9回。、両院法規委員会委員長、大蔵委員会、運輸及び交通委員会、社会労働委員会各委員長を経て、第三次鳩山内閣の通商産業政務次官となる。藍綬褒章を受章し、証券民主化議員連盟委員長、宮崎県酒造組合、全国酒卸協同組合各連合会長、全国酒造組合中央会理事などを務めた。
また、自由民主党代議士会副会長、政務調査会副会長、総務、政調会交通部長、全国組織副委員長を歴任し、カナダ及びシリアにて開催された世界博覧会に政府代表として出席した。
1969年（昭和44年）の第32回衆議院議員総選挙で落選。1979年（昭和54年）死去。